# Parinari argenteosericea
Parinari argenteosericea là một loài thực vật có hoa trong họ Cám. Loài này được Kosterm. mô tả khoa học đầu tiên năm 1965.